# San Pablo Atotonilco
San Pablo Atotonilco, eller bara Atotonilco, är en ort i Mexiko, tillhörande kommunen Atlacomulco i den nordvästra delen av delstaten Mexiko, i den centrala delen av landet. Orten hade 1 297 invånare vid folkräkningen 2010.